# Cryptolabis penai
Cryptolabis penai är en tvåvingeart som beskrevs av Alexander 1971. Cryptolabis penai ingår i släktet Cryptolabis och familjen småharkrankar. Inga underarter finns listade i Catalogue of Life.